# Người Serbia

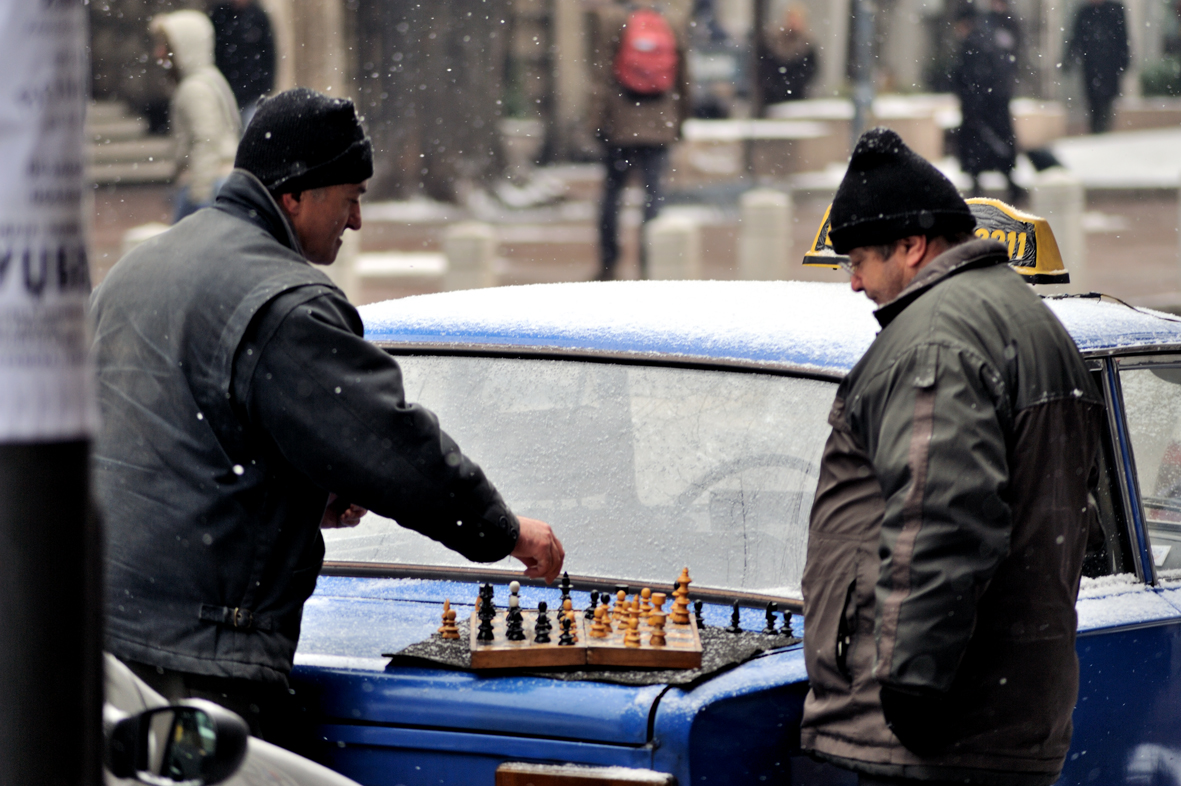
Hai người Serbia đang chơi cờ.

Người Serbia (tiếng Serbia: Србијанци/Srbijanci) là những người sống tại Serbia, thường được sử dụng thay cho người Serb, tuy vậy có thể áp dụng cho bất cứ công dân thuộc bất kỳ sắc tộc nào tại đây. Trong tiếng Serbia-Croatia, từ Srbijanci được dùng để chỉ những người Serb tới từ Serbia, hay theo nghĩa hẹp, là những người Serb ở miền Trung Serbia. Thuật ngữ này do đó không áp dụng cho người Serb ở các quốc gia láng giềng như Bosna và Hercegovina, Croatia, Montenegro và Macedonia, thay vào đó người ta sẽ dùng từ Srbin (sn. Srbi). Tuy vậy thuật ngữ Srbijanci bị nhiều người coi là sai vì nó được sử dụng nhiều nhất tại Croatia và Vojvodina.